# Restart (azienda)
Restart S.p.A. è una Real Estate Investments Company S.p.A. che opera nel settore immobiliare con l’obiettivo di valorizzare asset immobiliari con approccio opportunistico.
È quotata alla Borsa di Milano nell'indice FTSE Italia Small Cap. (RST.MI, ISIN: IT0005349052) 

## Storia
La società nasce il 3 aprile 1905 con il nome di Società Anonima Ligure per Imprese e Costruzioni con sede in Genova. Gli azionisti erano alcuni imprenditori locali, come Raggio e Tassara, insieme alle banche operanti in città, fra cui la Società Bancaria Italiana ed il Credito Italiano.
La prima grande operazione immobiliare realizzata dalla società fu la costruzione dell'elegante quartiere di Albaro, partecipando anche alla costruzione del Palazzo della Borsa e di quello vicino delle Poste e Telgrafi. Nel 1906 l'immobiliare acquisì una partecipazione significativa nella Eternit. Negli anni successivi partecipò alla fondazione del Lido di Albaro, il più elegante stabilimento balneare cittadino.
Nel 1924 come Aedes è stata ammessa alla quotazione della Borsa di Milano e nel 1938 la sede stessa fu spostata nel capoluogo lombardo, essendo ormai divenuta un'impresa di livello nazionale.
Durante gli anni ottanta era di proprietà statale, avendo come maggior azionista Banca d'Italia.
Nel corso dei decenni si sono susseguiti diversi cambi di azionariato e la Società ha svolto attività immobiliare di asset e fund manager. A partire dal 1º gennaio 2016 la società ha aderito al regime civile e fiscale delle società di investimento immobiliare quotate (c.d. regime SIIQ).
Nel dicembre 2018 Restart ha cambiato la denominazione sociale ad esito dell’operazione di scissione di Aedes SIIQ S.p.A.

## Consiglio d'Amministrazione
- Giacomo Garbuglia, Presidente
- Domenico Bellomi, Vice Presidente
- Giuseppe Roveda, Amministratore Delegato
- Benedetto Ceglie
- Claudia Arena
- Rosa Cipriotti
- Alessandro Gandolfo
- Annapaola Negri-Clementi
- Maria Rita Scolaro

## Azionariato
L'azionariato comunicato alla Consob è il seguente:
- Augusto S.p.A.: 51,20%[5]
- Itinera S.p.A.: 5,30%[5]
- Vi-BA srl: 9,91%[5]
- Flottante: 33,59%[5]